# 約翰·福特·寇利
約翰·福特·寇利（John Ford Coley，1948年10月13日－），出生於美國德薩斯州，是一位美國歌手、受過古典訓練的鋼琴家、吉他手和演員，並以與音樂二重奏英格蘭·丹與約翰·福特·寇利的合作而著稱。

## 早年
約翰·福特·寇利出生於美國德克薩斯州達拉斯，原名約翰·愛德華·寇利（John Edward Colley）。他長大後聽Grand Ole Opry、搖滾樂、讚美詩，並受過古典鋼琴演奏家的訓練。 16歲時，寇利位於達拉斯的W. Samuell高中和同學丹·席爾一起加入了Theze Few樂隊，該樂隊後來成為Southwest FOB，並在得薩斯州音樂界進行了巡迴演出，他們深受好評，《香氣》於1969年升至排行榜第43位。這支樂隊以齊柏林飛艇隊和其他表演在帳單上演奏。
在樂隊中時，席爾和寇利開始了自己的聲學行為，寇利和韋蘭德。該法案更名為England Dan＆John Ford Coley，二人組合與A＆M唱片簽約。 1971年，兩人移居到洛杉磯，在那裡他們開了許多樂隊。他們的第一次突破是在1972年，歌曲為《Simone》。它在日本成為熱門歌曲，並在法國流行。但是，《Simone》在美國的表現不佳，並且在發行了三張專輯後，兩人從與A＆M唱片的合約同被解除。

## 與大西洋唱片簽約
兩年後，他們從Atlantic Records子公司Big Tree Records獲得了另一筆唱片交易，並發行了歌曲《今晚我真的很想見到你》。整體而言，他們有四個熱門歌曲排行榜和兩個熱門二十歌曲。他們獲得了格萊美獎的提名，獲得了三張白金唱片，並發行了八張專輯。此外，其他唱片也在國外發行。其後兩人決定將組合於1980年解散。

## 1980年代以後
寇利組成了另一個在A＆M唱片公司發行專輯的團體：Leslie，Kelly和John Ford Coley（Leslie和Kelly Bulkin的姊妹姐妹）。他[出演] 1980年代的青少年電影，在1990年代獲得了一個小牧場。 ，並為影視創作歌曲。他於1996年返回巡迴演出。科利與Ambrosia樂隊和Terry Sylvester（原The Hollies，Three Dog Night， Lou Gramm（屬於 Foreigner），Christopher Cross，Poco， Stephen Bishop，Al Stewart ，Edgar Winter等。
1996年，寇利向南前往Tin Pan South，並開始前往Nashville，成為音樂社區的一部分。他於1999年將他的家人和馬匹移居到田納西州。在田納西州居住時，科利曾經是一位巴哈伊教信徒，後來返回基督教。寇利繼續在國際上演出。